# Francueil
Francueil är en kommun i departementet Indre-et-Loire i regionen Centre-Val de Loire i de centrala delarna av Frankrike. Kommunen ligger i kantonen Bléré som tillhör arrondissementet Tours. År 2022 hade Francueil 1 453 invånare.

## Befolkningsutveckling
Antalet invånare i kommunen Francueil
Referens:INSEE